# Willy Bauer (Rennfahrer)
Willy Bauer (* 17. November 1947) ist ein ehemaliger deutscher Motocross-Rennfahrer.

## Leben
Der gelernte Kfz-Mechaniker Willy Bauer begann als 16-jähriger mit dem Motocrosssport und gehörte Anfang der 1970er zu den erfolgreichsten Fahrer der Welt. Für den Hersteller Maico startete er ab 1972 in der 500-cm³-Motocross-Weltmeisterschaft.
Trotz seiner Führung nach Punkten in der 500 cm³-WM 1973 wurde ihm im Nachhinein der Weltmeistertitel durch den internationalen Motorradsportverband FIM (Fédération Internationale de Motocyclisme) aufgrund geänderter Streichresultate aberkannt.
1975 startete Bauer für Suzuki in der 250 cm³-Klasse, wechselte aber 1976 mit KTM zurück in die 500-cm³-Klasse. Seit einem schweren Sturz 1978 im Training für den WM-Lauf in Schottland ist Bauer querschnittsgelähmt.
Ab 1979 unterhielt er einen Renndienst für einen Motorölhersteller und war so bis zu seinem Ruhestand 2016 bei vielen internationalen Motocross- und Straßenrennen präsent.

## Sportliche Erfolge
- 1973 FIM Vizeweltmeister Klasse 500 cm³